# .sk
.sk este un domeniu de internet de nivel superior, pentru Slovacia (ccTLD).